# Euchrysops conguensis
Euchrysops conguensis är en fjärilsart som beskrevs av Paul Mabille 1877. Euchrysops conguensis ingår i släktet Euchrysops och familjen juvelvingar. Inga underarter finns listade i Catalogue of Life.